# رول مارشال
رول مارشال (بالإنجليزية: Rawle Marshall)‏ مواليد 20 فبراير 1982 في جورج تاون، هو لاعب كرة سلة غياني أمريكي بدأ مسيرته الاحترافية في سنة 2005. ويحمل الرقم 19. يبلغ طوله 6 قدم 7 بوصة (2.0 م). لعب في دوري الرابطة الوطنية لكرة السلة مع دالاس مافيريكس.

## روابط خارجية
- رول مارشال على موقع الاتحاد الدولي لكرة السلة (الإنجليزية)
- رول مارشال على موقع الدوري الأوروبي لكرة السلة (الإنجليزية)
- رول مارشال على موقع إن بي أي (الإنجليزية)
- رول مارشال على موقع سبورتس رفرنس (الإنجليزية)
- رول مارشال على موقع الدوري الإسباني لكرة السلة (الإسبانية)
- رول مارشال على موقع كرة السلة الأوروبية.كوم (الإنجليزية)
- رول مارشال على موقع كلية كرة السلة في سبورتس رفرنس.كوم (الإنجليزية)
- رول مارشال على موقع ريلجم (الإنجليزية)
- رول مارشال على موقع بروبوليرز (الإنجليزية)
- رول مارشال على موقع سبورتس رفرنس (الإنجليزية)